# Quercus multinervis
Quercus multinervis är en bokväxtart som först beskrevs av Wan Chun Cheng och T.Hong, och fick sitt nu gällande namn av Rafaël Herman Anna Govaerts. Quercus multinervis ingår i släktet ekar, och familjen bokväxter. Inga underarter finns listade.